# Bronco (groupe)
Pour les articles homonymes, voir Bronco (homonymie).
Bronco est un groupe de musique mexicain de tradition norteña,  spécialisé dans le style grupera et célèbre pour ses ballades, ses cumbias et ses rancheras. Ses membres sont originaires d'Apodaca, dans l'État de Nuevo León dans le nord-est du Mexique. Le groupe a publié plus de 21 albums à ce jour.

## Biographie
Le groupe est formé en 1979 par José Guadalupe Esparza (es), Arsenio Guajardo, Javier Villareal, et José Luis Villareal. Les mélodies joués par une instrumentation moderne, leur costumes spécifiques de la région font qu'ils obtiennent une renommée au-delà du Río Grande. Ils obtiennent de nombreux disques d'or et de platine.
Le jeudi 12 février 2012, Erick Garza, un ancien membre du gang, a été enlevé puis assassiné par des trafiquants de drogue qui ont exigé une rançon. Son corps a été retrouvé dans le quartier de Villas del Poniente avec une blessure par balle à la tête. Le dimanche 30 septembre 2012, José Luis Villarreal (alias Choche) lui-même est décédé des suites de sa maladie, qui l'empêchait de voyager et d'être avec le groupe.
En avril 2019, Ramiro Delgado quitte le groupe et intente un procès contre Lupe Esparza, accusant ce dernier de fraude et de mauvaise gestion monétaire. Esparza a été interviewé et a affirmé que toutes les dettes dues à Ramiro Delgado étaient prises en charge. Le fils de Delgado, Ramiro Delgado Jr., remplace son père comme claviériste et accordéoniste de Bronco. Le 5 janvier 2021, Ramiro Delgado Jr. quitte le groupe. Le 12 janvier 2021, Arsenio Guajardo est présenté comme nouveau claviériste et accordéoniste du groupe. Guajardo a déjà travaillé avec Los Trotamundos et Los Humildes.